# كريوليت
الكريوليت (Cryolite) هو معدن غير شائع الانتشار له الصيغة الكيميائية Na3•AlF6 وهو عبارة عن سداسي فلوروألومينات الصوديوم. ينتمي الكريوليت إلى فصيلة معادن الهاليدات.

## الخصائص
يتبلور المعدن حسب نظام بلوري أحادي الميل ويكون في الغالب على شكل تجمعات بلورية بيضاء اللون، وأحياناً ذات لون مائل إلى الأحمر أو البني ونادراً إلى الأسود.

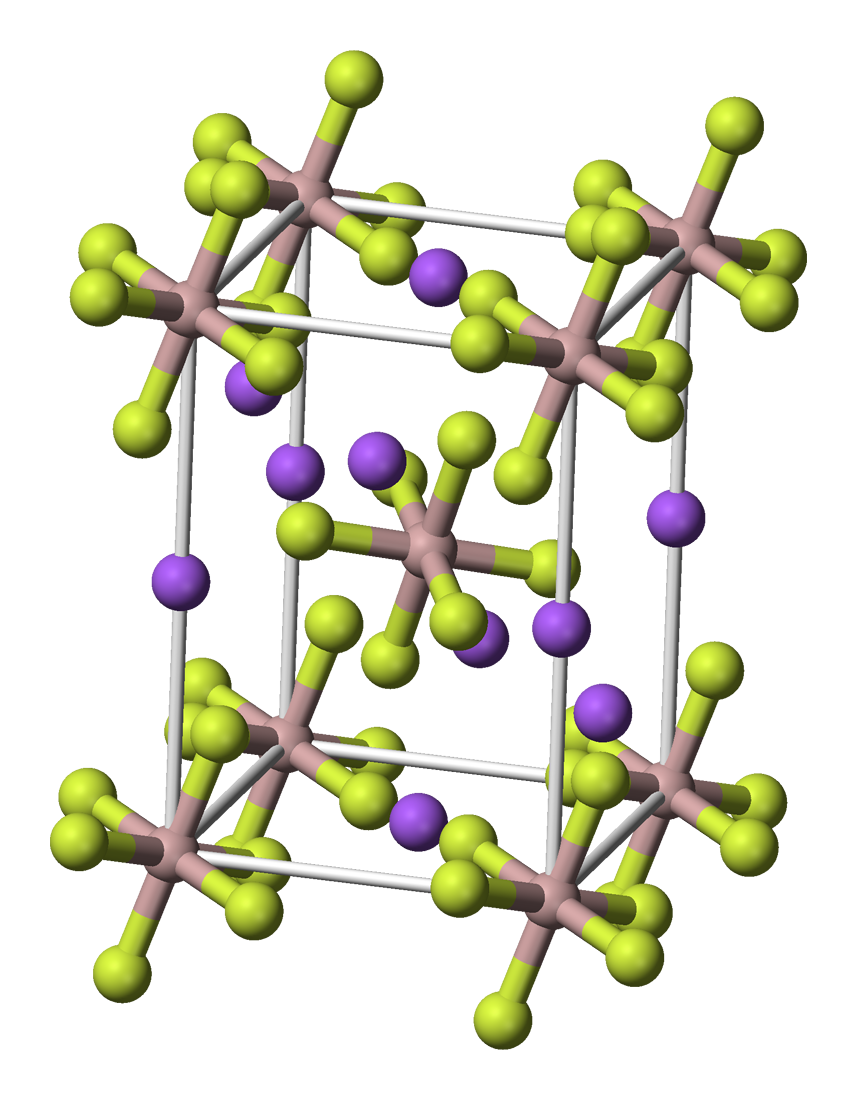
وحدة الخلية في معدن الكريوليت

ينتمي الكريوليت إلى الزمرة الفراغية P21/a وتكون أبعاد الشبكة البلورية كالتالي: a = 5,4024 Å و b = 5,5959 Å.

## التسمية والوفرة
كان أكبر مكان تعدين له في السابق في إيفيتوت في اليونان، حيث اكتشف لأول مرة، وسمي الكريوليت من الإغريقية κρύος (كريوس) والتي تعني الجليد، وذلك نسبة للون الأبيض المشابه للونه، ومن λίθος التي تعني حجر، بالتالي فمعنى الاسم هو حجر الجليد.
يوجد الكريوليت حالياً في مكامن في كل من الولايات المتحدة الأمريكية وروسيا وأوكرانيا والبرازيل والنروج والتشيك وألمانيا.

## الاستخدامات
يستعمل الكريوليت كمبيد للحشرات وللآفات. كما يستعمل في الألعاب النارية ليعطي اللون الأصفر.
من التطبيقات المهمة للكريوليت استخدامه في تعدين الألومنيوم حيث يستخدم كمذيب لمركب أكسيد الألومنيوم (Al2O3) في عملية هول-هيرو.